# Tālivaldis Ķeniņš
Tālivaldis Ķeniņš (parfois anglicisé Talivaldis Kenins), né le 22 avril 1919 à Liepāja (Lettonie) et mort le 20 janvier 2008 à Toronto, est un compositeur, organiste et pédagogue canadien d'origine lettone.

## Biographie
De 1940 à 1944, Tālivaldis Ķeniņš étudie avec Jāzeps Vītols la composition et le piano au Conservatoire de Riga. Cette même année 1944, lorsque l'Armée rouge réoccupe la Lettonie, il décide de s'exiler.
De 1945 à 1951, il poursuit sa formation au Conservatoire de Paris auprès de Tony Aubin (composition), Olivier Messiaen (analyse musicale) et Simone Plé-Caussade (contrepoint). En 1950, il obtient le premier prix du Conservatoire en composition, grâce à sa sonate pour violoncelle et piano.
Au terme de ses études musicales parisiennes, en 1951, il s'installe définitivement au Canada (obtenant la naturalisation de son pays d'adoption en 1956). De 1952 à 1984, il enseigne la composition et le contrepoint à l'Université de Toronto, où il compte parmi ses élèves Bruce Mather. Et à son arrivée au Canada, il devient organiste de l'église luthérienne lettone de St. Andrew à Toronto (et chef-fondateur du chœur de cette église).

## Œuvre
Le Centre de musique canadienne confiait, à propos de l'œuvre que « La clarté de son expression musicale et la cohérence de son métier ont fait de Talivaldis Kenins l'un de nos compositeurs les plus commandés et les plus joués ». Le style est influencé par diverses tendances, tel le néo-classicisme.
Son catalogue comprend notamment, des pièces pour piano (dont trois sonates) ou orgue, de la musique de chambre, une douzaine de concertos (dont deux pour piano), huit symphonies et de la musique vocale, notamment un oratorio et des pièces pour chœur a cappella ainsi que des cantates.

### Pièces pour orgue
- 1967 : Suite en ré
- 1976 : Concerto-Fantasy (Echoes from Riga's Spires et Towers) (avec percussion)
- 1978 : Sinfonia notturna
- 1983 : Introduction, pastorale et toccata sur un thème de choral luthérien
- 1989 : Scherzo-Fantasy
- 1992 : Ex Mari (Episodes from Georgian Bay)

### Pièces pour piano
- 1961 : Sonate no 1
- 1968 : Diversities, 12 études
- 1981 : Sonate no 2 Sonata-Fantaisie
- 1985 : Sonate no 3
- 1995 : Paraphrase et fugue sur un thème de Schumann

### Pièces instrument seul
- 1978 : Chaconne sur un thème folklorique letton pour violon
- 1981 : Sonate pour violoncelle

### Musique de chambre
- 1949 : Sextuor pour clarinette, basson, violon, alto, violoncelle et contrebasse
- 1950 : Sonate pour violoncelle et piano
- 1952 : Trio avec piano
- 1955 : Suite concertante pour violoncelle et piano ; Sonate pour violon et piano no 1
- 1956 : Concertino pour 2 pianos
- 1958 : Quatuor pour piano et cordes no 1
- 1966 : Concertante pour flûte et piano
- 1968 : Concertino a cinque pour flûte, hautbois, alto, violoncelle et piano
- 1971 : Partita breve pour alto et piano
- 1973 : Sérénade pour hautbois et violoncelle
- 1978 : Sextuor pour basson et cordes
- 1979 : Sonate pour violon et piano no 2 ; Quatuor pour piano et cordes no 2
- 1982 : Concerto pour 14 instruments
- 1983 : Quintette pour piano et vents ; Variations sur un thème de Schubert pour quintette de cuivres
- 1985 : Concertino barocco pour 2 violons ; Nonets (l'ultima sinfonia) pour hautbois, clarinette, cor, quatuor à cordes,contrebasse et piano
- 1987 : Suite en concert pour 2 guitares et quatuor à cordes (ou orchestre)
- 1988 : Sonate pour 2 pianos
- 1989 : Trio à cordes
- 1994 : Quintette pour piano et cordes
- 1995 : Sonate pour alto et piano

### Œuvres concertantes
- 1946 : Concerto pour piano
- 1965 : Concertino pour violon, violoncelle et orchestre à cordes
- 1974 : Concerto pour violon
- 1981 : Concerto da camera no 1 pour piano, flûte, clarinette et orchestre à cordes (ou quatuor à cordes)
- 1983 : Concerto pour 5 percussions ; Concerto da camera no 2 pour flûte
- 1985 : Concerto pour flûte, guitare, orchestre à cordes et percussions
- 1987 : Double concerto pour violon et piano ; Concertino pour piano et orchestre de chambre
- 1990 : Concerto pour piano, orchestre à cordes et percussion
- 1998 : Concerto pour alto
- 1951 : Duo (avec piano)
- 1971 : Fantaisies concertantes (avec piano)
- 1983 : Partita sur des thèmes de chorals luthériens pour orchestre à cordes
- 1986 : Canzone-Sonata pour alto et orchestre à cordes

### Orchestre
- 1959 : Symphonie no 1 pour orchestre de chambre
- 1967 : Symphonie no 2 Sinfonia concertante (avec flûte, hautbois et clarinette)
- 1970 : Symphonie no 3
- 1972 : Symphonie no 4
- 1976 : Symphonie no 5
- 1978 : Symphonie no 6 Sinfonia ad fugam
- 1980 : Symphonie no 7 (avec mezzo-soprano)
- 1986 : Symphonie no 8 Sinfonia concertata (avec orgue)
- 1991 : Honour and Freedom, prologue symphonique

### Vocale
- 1953 : To a Soldier, cantate pour mezzo-soprano, baryton, chœurs et orgue
- 1956 : Daniel (le prophète Daniel), scène biblique pour alto, baryton, chœur d'hommes, chœur mixte et orgue
- 1970 : Lagalai - Legend of the Stone, drame de chambre pour chœurs, flûte, cor et percussion
- 1973 : Sawan-Oong, cantate pour narrateur, basse, chœurs et orchestre
- 1974 : Cantata baltica pour basse, chœurs, 2 trompettes, timbales et orgue
- 1992 : Cantate-choral sur des thèmes de Jean-Sébastien Bach pour soprano, chœurs, cor, trompette et orgue
- 1995 : Agnus Dei pour mezzo-soprano et orchestre à cordes.